# Blue Train
Blue Train — студійний альбом американського джазового саксофоніста Джона Колтрейна, що вийшов 1958 року на лейблі Blue Note Records. Записаний на студії Van Gelder Studio в Нью-Джерсі, альбом став єдиною сесією Колтрейна на Blue Note. Сертифікований як золотий альбом RIAA.

## Опис
Третя сесія Колтрейна як лідера відбулась 15 вересня 1957 року для лейблу Blue Note, хоча на той момент він мав контракт з Prestige (саме тому на звороті платівки вказано «Джон Колтрейн бере участь у записі з дозволу Prestige Records»). Секстет включає Лі Моргана (труба), Кертіса Фуллера (тромбон), Кенні Дрю (фортепіано), Пола Чемберса (контрабас) і Філлі Джо Джонса (ударні). Кенні Дрю виступив з дозволу Riverside Records.
Заголовна «Blue Train» і «Moment's Notice» (обидві написані Колтрейном) вийшли на синглі.

## Список композицій
1. «Blue Train» (Джон Колтрейн) — 10:40
2. «Moment's Notice» (Джон Колтрейн) — 9:08
3. «Locomotion» (Джон Колтрейн) — 7:12
4. «I'm Old Fashioned» (Джонні Мерсер, Джером Керн) — 7:55
5. «Lazy Bird» (Джон Колтрейн) — 7:04

## Учасники запису
- Джон Колтрейн — тенор-саксофон
- Лі Морган — труба
- Кертіс Фуллер — тромбон
- Кенні Дрю — фортепіано
- Пол Чемберс — контрабас
- Філлі Джо Джонс — ударні

Технічний персонал
- Альфред Лайон — продюсер
- Руді Ван Гелдер — інженер
- Френсіс Вульфф — фотографія
- Роберт Левін — текст
- Рід Майлз — дизайн обкладинки